# Ebrima Darboe
Ebrima Darboe (Bakoteh, 6 giugno 2001) è un calciatore gambiano, centrocampista della Roma e della nazionale gambiana.

## Biografia
Darboe ha due sorelle, entrambe più grandi di lui, e un fratello minore. Arrivato in Sicilia dopo un viaggio di sei mesi, attraverso il Sistema di protezione per richiedenti asilo e rifugiati (SPRAR), viene trasferito in una casa famiglia a Rieti.
Il 24 novembre 2021, presso la Commissione Adozioni Internazionali della Presidenza del Consiglio dei Ministri, ha ricevuto il Premio la Moda Veste la Pace da African Fashion Gate, patrocinato dall'UNAR.

## Caratteristiche tecniche
Inizialmente trequartista, è stato successivamente spostato nei ruoli di mezzala sinistra e di mediano. Abile in fase di recupero palla e di ripiegamento difensivo, dispone anche di una buona personalità, tecnica e visione di gioco.

## Carriera

### Club

#### Roma
Darboe comincia la carriera da calciatore nell'ASD Young Rieti, scuola calcio del comune laziale attraverso cui viene inserito nel programma scolastico. Nel 2017 passa alla Roma dopo essersi trasferito a San Vito con la famiglia adottiva, il 23 gennaio 2019, debutta con la Primavera del club contro i pari età dell'Atalanta. Successivamente si afferma come leader della Primavera dei giallorossi. Il 23 ottobre seguente, dopo aver firmato il suo primo contratto da professionista, riceve una convocazione in prima squadra per il match contro il Milan, rimanendo però in panchina.
Il 2 maggio 2021 esordisce in Serie A contro la Sampdoria, subentrando nel finale a Gonzalo Villar. Pochi giorni dopo debutta anche in UEFA Europa League, sostituendo al trentesimo minuto del primo tempo l'infortunato Chris Smalling, diventando così il più giovane gambiano ad esordire in una competizione europea. Il 9 maggio viene schierato titolare, per la prima volta, nella partita di campionato contro il Crotone. Il 15 maggio, invece, è diventato il primo giocatore nato negli anni 2000 a giocare e vincere nel derby di Roma, partendo titolare nell'incontro con la Lazio (2-0).
Il 30 settembre 2021, Darboe fa il debutto personale in UEFA Conference League, in occasione della gara esterna contro lo Zorja (0-3), realizzando peraltro un assist. La domenica successiva, il 3 ottobre 2021, fa invece il suo debutto stagionale in Serie A, nella vittoria interna contro l'Empoli (2-0).
Il 29 dicembre 2021, la Roma comunica di aver prolungato il contratto del giovane centrocampista fino al 30 giugno 2026. Pur non trovando ulteriore spazio lungo il resto del campionato sotto la guida di José Mourinho, Darboe colleziona in tutto quattro presenze in Conference League, partecipando quindi alla vittoria finale dell'edizione inaugurale del torneo da parte del club capitolino, che così si aggiudica per primo questo nuovo trofeo continentale.
Nell'estate 2022, subisce una lesione del legamento crociato anteriore del ginocchio destro durante la preparazione estiva.

#### LASK, Sampdoria e Frosinone
Il 7 luglio 2023 viene ceduto in prestito agli austriaci del LASK. Chiude anticipatamente la propria esperienza austriaca con 8 presenze, prima che il prestito venga risolto.
Il 1º febbraio 2024, passa in prestito fino al termine della stagione alla Sampdoria, in Serie B. Il 23 febbraio seguente, segna il suo primo gol in blucerchiato, e fra i professionisti, nella vittoria per 1-2 in campionato sul campo del Cosenza.
Il 12 agosto dello stesso anno, viene ceduto in prestito per una stagione al Frosinone, sempre nel campionato cadetto. Esordisce con la maglia del Frosinone nella sfida interna pareggiata per 2-2 contro la Sampdoria. Il 18 gennaio 2025 segna la sua prima rete con i ciociari, firmando il gol del pareggio definitivo per 1-1 in casa del Modena. 

### Nazionale
Il 24 maggio 2021, Darboe riceve la prima convocazione da parte del Gambia, in vista delle amichevoli con Niger, Togo e Kosovo. Esordisce dunque con la nazionale il 5 giugno successivo, partendo da titolare nell'amichevole tenutasi contro il Niger.
In seguito, è stato convocato per la Coppa d'Africa del 2021, in cui ha disputato tre incontri, mentre gli Scorpioni hanno raggiunto i quarti di finale del torneo, prima di essere eliminati dal Camerun.

## Statistiche

### Presenze e reti nei club
Statistiche aggiornate al 13 aprile 2025.
| Stagione        | Squadra         | Campionato      | Campionato | Campionato | Coppe nazionali | Coppe nazionali | Coppe nazionali | Coppe continentali | Coppe continentali | Coppe continentali | Altre coppe | Altre coppe | Altre coppe | Totale | Totale |
| Stagione        | Squadra         | Comp            | Pres       | Reti       | Comp            | Pres            | Reti            | Comp               | Pres               | Reti               | Comp        | Pres        | Reti        | Pres   | Reti   |
| --------------- | --------------- | --------------- | ---------- | ---------- | --------------- | --------------- | --------------- | ------------------ | ------------------ | ------------------ | ----------- | ----------- | ----------- | ------ | ------ |
| 2020-2021       | Roma            | A               | 5          | 0          | CI              | -               | -               | UEL                | 1                  | 0                  | -           | -           | -           | 6      | 0      |
| 2021-2022       | Roma            | A               | 1          | 0          | CI              | 0               | 0               | UECL               | 4                  | 0                  | -           | -           | -           | 5      | 0      |
| 2022-2023       | Roma            | A               | 0          | 0          | CI              | 0               | 0               | UEL                | 0                  | 0                  | -           | -           | -           | 0      | 0      |
| Totale Roma     | Totale Roma     | Totale Roma     | 6          | 0          |                 | 0               | 0               |                    | 5                  | 0                  |             | -           | -           | 11     | 0      |
| 2023-feb. 2024  | LASK Juniors    | RL              | 1          | 0          | -               | -               | -               | -                  | -                  | -                  | -           | -           | -           | 1      | 0      |
| 2023-feb. 2024  | LASK            | BL              | 5          | 0          | CA              | 1               | 0               | UEL                | 2                  | 0                  | -           | -           | -           | 8      | 0      |
| feb.-giu. 2024  | Sampdoria       | B               | 14         | 2          | CI              | -               | -               | -                  | -                  | -                  | -           | -           | -           | 14     | 2      |
| 2024-2025       | Frosinone       | B               | 26         | 2          | CI              | 0               | 0               | -                  | -                  | -                  | -           | -           | -           | 26     | 2      |
| Totale carriera | Totale carriera | Totale carriera | 52         | 4          |                 | 1               | 0               |                    | 7                  | 0                  |             | -           | -           | 60     | 4      |

### Cronologia presenze e reti in nazionale
| Cronologia completa delle presenze e delle reti in nazionale ― Gambia | Cronologia completa delle presenze e delle reti in nazionale ― Gambia | Cronologia completa delle presenze e delle reti in nazionale ― Gambia | Cronologia completa delle presenze e delle reti in nazionale ― Gambia | Cronologia completa delle presenze e delle reti in nazionale ― Gambia | Cronologia completa delle presenze e delle reti in nazionale ― Gambia | Cronologia completa delle presenze e delle reti in nazionale ― Gambia | Cronologia completa delle presenze e delle reti in nazionale ― Gambia |
| Data                                                                  | Città                                                                 | In casa                                                               | Risultato                                                             | Ospiti                                                                | Competizione                                                          | Reti                                                                  | Note                                                                  |
| --------------------------------------------------------------------- | --------------------------------------------------------------------- | --------------------------------------------------------------------- | --------------------------------------------------------------------- | --------------------------------------------------------------------- | --------------------------------------------------------------------- | --------------------------------------------------------------------- | --------------------------------------------------------------------- |
| 5-6-2021                                                              | Manavgat                                                              | Gambia                                                                | 2 – 0                                                                 | Niger                                                                 | Amichevole                                                            | -                                                                     | 71’                                                                   |
| 8-6-2021                                                              | Manavgat                                                              | Gambia                                                                | 1 – 0                                                                 | Togo                                                                  | Amichevole                                                            | -                                                                     | 78’                                                                   |
| 11-6-2021                                                             | Manavgat                                                              | Kosovo                                                                | 1 – 0                                                                 | Gambia                                                                | Amichevole                                                            | -                                                                     | 46’                                                                   |
| 9-10-2021                                                             | El Jadida                                                             | Gambia                                                                | 1 – 2                                                                 | Sierra Leone                                                          | Amichevole                                                            | -                                                                     | 60’                                                                   |
| 12-10-2021                                                            | El Jadida                                                             | Gambia                                                                | 2 – 1                                                                 | Sudan del Sud                                                         | Amichevole                                                            | -                                                                     | 34’ 68’                                                               |
| 16-11-2021                                                            | Abu Dhabi                                                             | Nuova Zelanda                                                         | 2 – 0                                                                 | Gambia                                                                | Amichevole                                                            | -                                                                     | 46’                                                                   |
| 12-1-2022                                                             | Limbe                                                                 | Mauritania                                                            | 0 – 1                                                                 | Gambia                                                                | Coppa d'Africa 2021 - 1º turno                                        | -                                                                     | 64’                                                                   |
| 24-1-2022                                                             | Bafoussam                                                             | Guinea                                                                | 0 – 1                                                                 | Gambia                                                                | Coppa d'Africa 2021 - Ottavi di finale                                | -                                                                     | 72’                                                                   |
| 29-1-2022                                                             | Douala                                                                | Gambia                                                                | 0 – 2                                                                 | Camerun                                                               | Coppa d'Africa 2021 - Quarti di finale                                | -                                                                     | 56’                                                                   |
| 23-3-2022                                                             | Yaoundé                                                               | Ciad                                                                  | 0 – 1                                                                 | Gambia                                                                | Qual. Coppa d'Africa 2023                                             | -                                                                     | 60’                                                                   |
| 29-5-2022                                                             | Dubai                                                                 | Emirati Arabi Uniti                                                   | 1 – 1                                                                 | Gambia                                                                | Amichevole                                                            | -                                                                     | 88’                                                                   |
| 4-6-2022                                                              | Thiès                                                                 | Gambia                                                                | 1 – 0                                                                 | Sudan del Sud                                                         | Qual. Coppa d'Africa 2023                                             | -                                                                     | 71’                                                                   |
| 8-6-2022                                                              | Brazzaville                                                           | Rep. del Congo                                                        | 1 – 0                                                                 | Gambia                                                                | Qual. Coppa d'Africa 2023                                             | -                                                                     | 44’ 62’                                                               |
| 15-1-2024                                                             | Yamoussoukro                                                          | Senegal                                                               | 3 – 0                                                                 | Gambia                                                                | Coppa d'Africa 2023 - 1º turno                                        | -                                                                     | 83’                                                                   |
| 19-1-2024                                                             | Yamoussoukro                                                          | Guinea                                                                | 1 – 0                                                                 | Gambia                                                                | Coppa d'Africa 2023 - 1º turno                                        | -                                                                     | 62’                                                                   |
| 4-9-2024                                                              | Iconi                                                                 | Comore                                                                | 1 – 1                                                                 | Gambia                                                                | Qual. Coppa d'Africa 2025                                             | -                                                                     | 89’                                                                   |
| 8-9-2024                                                              | Bakau                                                                 | Gambia                                                                | 1 – 2                                                                 | Tunisia                                                               | Qual. Coppa d'Africa 2025                                             | -                                                                     | 82’                                                                   |
| 14-10-2024                                                            | El Jadida                                                             | Gambia                                                                | 1 – 0                                                                 | Madagascar                                                            | Qual. Coppa d'Africa 2025                                             | -                                                                     | 88’                                                                   |
| 20-3-2025                                                             | Abidjan                                                               | Gambia                                                                | 3 – 3                                                                 | Kenya                                                                 | Qual. Mondiali 2026                                                   | -                                                                     | 65’                                                                   |
| Totale                                                                |                                                                       | Presenze                                                              | 19                                                                    |                                                                       | Reti                                                                  | 0                                                                     |                                                                       |

## Palmarès

### Club

#### Competizioni internazionali
- UEFA Conference League: 1

Roma: 2021-2022